# Suruga-ku
Suruga (駿河区, Suruga-ku) est l'un des 3 arrondissements de la ville de Shizuoka au Japon. Il est situé au sud la ville.
En 2016, sa population est de 212 567 habitants pour une superficie de 73,05 km2, ce qui fait une densité de population de 2 910 hab./km2.

## Lieux notables
- Site archéologique de Toro
- Kunōzan Tōshō-gū

## Transports publics
L'arrondissement est desservi par la ligne principale Tōkaidō de la JR Central, ainsi que par la ligne Shizuoka-Shimizu de la compagnie Shizuoka Railway.